# Euphrosina von Kiew
Euphrosina Mstislawna von Kiew (* 1130; † 1186) war Königin von Ungarn.
Sie wurde als Tochter von Großfürst Mstislaw I. Wladimirowitsch von Kiew (* 1076, † 1132) geboren. Ihre Mutter war die Tochter des russischen Adeligen Dimitrij Sawiditsch und zweite Ehefrau ihres Vaters.
Im Jahre 1146 heiratete sie 16-jährig den ungarischen König Géza II. aus dem Haus der Arpaden. Das Paar hatte sieben Kinder, wovon zwei Söhne ihrem Vater als Könige von Ungarn folgten. Euphrosina hatte gute Kontakte zu den deutschen Fürstenhäusern und arrangierte die Eheverbindung ihres ältesten Sohnes Stephan mit der Tochter des Babenberger-Herzogs Heinrich II. Jasomirgott von Österreich.
Géza II. starb 1162; seine Gemahlin überlebte ihn um 24 Jahre.

## Nachkommen
- Elisabeth (* 1144/45; † nach 1189), ⚭ Herzog Friedrich von Böhmen
- Stephan III. (* 1147; † 1172), König von Ungarn
- Béla III. (* 1148; † 1196), König von Ungarn
- Géza († 1209)
- Adele ⚭ Herzog Svatopluk von Böhmen
- Ilona (Helene) (* 1158; † 1199), ⚭ Herzog Leopold V. von Österreich
- Margarethe (* 1162; † 1208), ⚭ 1. Isaak Makrodukas und 2. Andreas Gespan von Somogy